# Hemiodontichthys acipenserinus
Hemiodontichthys acipenserinus – gatunek słodkowodnej ryby sumokształtnej z rodziny zbrojnikowatych (Loricariidae), jedyny przedstawiciel rodzaju Hemiodontichthys. Wyróżnia się rzadką wśród zbrojników metodą opieki nad ikrą oraz nietypowym dla tej rodziny sposobem pobierania pokarmu. Ze względu na małe rozmiary nie ma znaczenia gospodarczego, poza akwarystyką.

## Występowanie
Został opisany naukowo z Rio Guaporé w Brazylii. Występuje w dorzeczu Amazonki, dopływach Madeiry, Essequibo, Paragwaju, Oyapocku – na obszarach Boliwii, Brazylii, Ekwadoru, Kolumbii, Gujany Francuskiej, Gujany i Peru. Szeroki zasięg występowania tego gatunku oraz różnice morfometryczne pomiędzy populacjami sugerują, że mogą występować liczne podgatunki lub może to być kompleks gatunków.

## Cechy charakterystyczne
Głowa zakończona długim, ostrym pyskiem, zwykle z końcowym wyrostkiem zaopatrzonym w wyraźny, zakrzywiony ząb skórny. Na czubku pyska znajduje się  wąski, nagi, poziomy obszar. Krawędź górnej i dolnej wargi z nieregularnymi małymi płatami. Górna warga z głębokim środkowym wycięciem, dolna warga mniej lub bardziej karbowana w środku. Obydwie wargi są pokryte licznymi wyrostkami. Małe zęby w żuchwie, górne szczęki trudne do obserwacji, bezzębne. Zęby skórne na grzbiecie głowy i ciała oraz po obu stronach pyska, ułożone w mocno falujące linie. Tarczki skórne tworzą wyraźne grzbiety wzdłuż podłużnych bocznych fałdów ciała. Piersi i brzuch pokryty dużymi, głównie kwadratowymi płytkami, ułożonymi w trzech rzędach. Oczy średniej wielkości, okrągłe. Dymorfizm płciowy jest uwidoczniony w znacznie wydatniejszych wargach samców oraz w kształcie zębów.
Dorosłe osobniki H. acipenserinus osiągają maksymalnie 13,4 cm długości standardowej.

## Biologia i ekologia
H. acipenserinus występuje na piaszczystym dnie, w którym się częściowo zagrzebuje, jego kryptyczne ubarwienie daje mu możliwości kamuflażu. 
Podobnie jak w przypadku blisko spokrewnionych z nim przedstawicieli tzw. grupy Loricariichthys (rodzaje Furcodontichthys, Loricariichthys, Pseudoloricaria i Limatulichthys), dojrzałe samce w okresie rozrodczym utrzymują ikrę przyklejoną do swoich warg. Jaja układane są w pakiety i utrzymywane przez samca w fałdzie utworzonym przez wargę. Taka taktyka rozrodcza, oprócz ochrony ikry, zapewnia jej wentylację w czasie ruchu rodzica. Po wylęgu młode pozostają pod opieką samca przez okres około 1 tygodnia.
H. acipenserinus żywi się bezkręgowcami, który wykopuje z podłoża wargami, wybierając jadalne cząsteczki wewnątrz jamy ustnej i eliminując niestrawną część poprzez otwory skrzelowe. Taki tryb żerowania pozostawia wyraźne ślady w postaci małych zagłębień w podłożu. Podobną metodę pobierania pokarmu zaobserwowano u niektórych pielęgnicowatych (np. Apistogramma, Crenicara i Satanoperca), które żerują w ciągu dnia, samotnie lub w małych grupach, pobierając porcje podłoża i przeżuwając je przy krawędziach otworu gębowego. W odróżnieniu od pielęgnic H. acipenserinus wykazuje niezwykłą taktykę żywieniową: żeruje w nocy, samotnie, wspierając się na płetwach piersiowych i brzusznych przesuwa ciało do przodu i zanurza wydłużone wargi w podłożu (w piasku lub szczątkach organicznych); następnie ryba wsysa cząstki podłoża do komory jamy ustnej, w której filtruje żywność, wydalając przez otwory skrzelowe kłęby osadów.